# DeviceLock
DeviceLock DLP — програмний комплекс класу Endpoint DLP, призначений для захисту організацій від витоків інформації. Реалізує як контекстні методи захисту інформації (контроль доступу до портів, інтерфейсів, пристроїв, мережевих протоколів і сервісів, журналювання доступу й подій передачі та збереження даних), так і тематичні методи фільтрації даних із застосуванням контентної фільтрації безпосередньо на контрольованих робочих станціях при спробах передачі або збереження. Є повноцінною endpoint DLP-системою російської розробки сертифікованої ФСТЕК.
Здійснює контроль і протоколювання (включаючи тіньове копіювання) доступу користувачів до периферійних пристроїв, портів вводу-виводу, мережевих протоколів та вебсервісів. DeviceLock Endpoint DLP Suite дозволяє контролювати весь спектр потенційно небезпечних пристроїв і каналів мережевих комунікацій: USB-портів, дисководів, CD- і DVD-приводів, змінних накопичувачів, смартфонів на базі iOS, Windows Mobile, Palm і Blackberry, будь-яких зовнішніх і внутрішніх накопичувачів і жорстких дисків, локальних і мережевих принтерів, а також портів FireWire, Wi-Fi, Bluetooth, COM, LPT, IrDA, буферу обміну (Clipboard), простих і SSL-захищених SMTP-сесій електронної пошти, HTTP і HTTPS-сесій, MAPI та IMB/Lotus Notes, вебпошти (webmail) і соціальних мереж, служби миттєвих повідомлень (Instant Messaging), файлового обміну за протоколами FTP і FTP-SSL, загальних мережевих ресурсів (SMB), файлообмінних сервісів (таких, як DropBox, OneDrive), Telnet-сесій, Torrent.
Весь процес контролю як пристроїв, так і мережевих комунікацій, включаючи контентну фільтрацію, здійснюється встановленими на робочих комп'ютерах користувачів виконавчими агентами.
Додатково до модулів контролю пристроїв, мережевих протоколів і контентної фільтрації в комплексі представлені пошуковий сервер (DeviceLock Search Server) та сервер сканування і виявлення даних на робочих станціях і мережевих сховищах — DeviceLock Discovery.
Важлива архітектурна особливість DeviceLock — можливість розгортання та керування через групові політики в домені Active Directory, завдяки чому продукт легко інтегрується в існуючу інфраструктуру організацій будь-якого масштабу, причому ця можливість не є єдиним способом управління продуктом.
Продукт доступний на сайті розробника, пробний період становить 30 днів без обмеження функціональних можливостей.

## Архітектура. Управління

### Архітектура
DeviceLock Service — агент DeviceLock, який встановлюється на кожен захищений комп'ютер, що працює на рівні ядра Microsoft Windows. Запускається автоматично, невидимий для локального користувача. Включає в себе компоненти DeviceLock Base, NetworkLock і ContentLock, з опціональним ліцензуванням компонентів в залежності від потреб клієнта.
DeviceLock Enterpise Server (DLES) — додатковий компонент (необов'язковий), який використовується для централізованого збору і зберігання даних тіньового копіювання та аудиту (використовує у свою чергу MS SQL Server). Друга функція DLES — моніторинг поточного стану агентів і застосовуваних політик, а також для розгортання агентів в локальній мережі. Не ліцензується, може бути використаний в будь-якому обсязі для створення будь-якої інфраструктури збору даних аудиту.
DeviceLock Search Server (DLSS) — додатковий компонент (необов'язковий), використовується для індексування та повнотекстового пошуку по вмісту файлів тіньового копіювання та журналів, що зберігаються в базі даних DeviceLock Enterprise Server. Повнотекстовий пошук особливо корисний у випадках, коли необхідний пошук по вмісту документів, що зберігаються в базі даних тіньового копіювання.
Комплекс DeviceLock Endpoint DLP Suite складається із взаємодоповнюючих функціональних модулів — DeviceLock, NetworkLock, ContentLock і DeviceLock Search Server (DLSS). Модуль DeviceLock є базовим і обов'язковим, модулі ContentLock і NetworkLock ліцензуються опціонально. Встановлення всіх модулів комплексу здійснюється одноразово (єдиний дистрибутив). Для включення функціональних можливостей модулів ContentLock і NetworkLock досить завантажити відповідні ліцензії.
DeviceLock Discovery — самостійний продукт, що дозволяє сканувати робочі станції та мережеві сховища в цілях виявлення даних заданого типу, за допомогою контентного аналізу, з виконанням заданих дій щодо усунення виявлених порушень.
Комплекс DeviceLock DLP утворюється сукупністю DeviceLock Endpoint DLP Suite і DeviceLock Discovery

### Централізоване управління
DeviceLock має систему віддаленого управління, що дозволяє управляти всіма функціями продукту з робочого місця адміністратора системи.
Для управління системою в продукті є чотири Консолі управління:
- DeviceLock Management Console — являє собою оснащення (snap-in) для Microsoft Management Console, зі стандартним інтерфейсом, інтуїтивно зрозумілим будь-якому адміністратору Windows. Призначене для підключення до окремого комп'ютера (агента DeviceLock) або DeviceLock Enterprise Server.
- DeviceLock Group Policy Manager — оснащення, яке інтегрується в редактор політик Windows і дозволяє управляти системою через групові політики Windows в домені Active Directory.
- DeviceLock Enterprise Manager — додаткова консоль з власним інтерфейсом для пакетного управління DeviceLock в мережах, де не використовується Active Directory.
- DeviceLock WebConsole — додаткова консоль, реалізована у вигляді web-інтерфейсу для будь-якого браузера.

Повна інтеграція DeviceLock в групові політики Windows дозволяє забезпечити первинне розгортання продукту в автоматичному режимі, автоматично встановлювати агенти на нові комп'ютери, підключені до локальної мережі, і здійснювати налаштування агентів також в автоматичному режимі. Установка агентів можлива із заздалегідь заданими налаштуваннями (використовуються створені адміністратором в консолі DeviceLock Management Console MSI-пакети).
Для мереж, де немає домену Windows, передбачена підтримка служб каталогів LDAP, таких як Novell eDirectory, Open LDAP та інших.

## Захист інформації
- Контроль доступу пристроїв і портів. Компонент DeviceLock дозволяє контролювати доступ користувачів і груп користувачів до будь-яких локальних пристроїв введення-виведення в залежності від часу та дня тижня. Для змінних носіїв, дисководів, жорстких дисків, CD / DVD-приводів і стрічкових накопичувачів можна встановлювати доступ «тільки читання».
- Контроль мережевих комунікацій. Компонент NetworkLock забезпечує контроль каналів мережевих комунікацій на робочих комп'ютерах, включаючи розпізнавання мережевих протоколів незалежно від використовуваних портів і способу підключення до Інтернету, визначення комунікаційних додатків і їх вибіркове блокування, реконструкцію повідомлень і сесій з відновленням файлів, даних та параметрів, а також подієве протоколювання і тіньове копіювання даних, що передаються. Компонент контролює передачу поштових повідомлень через відкриті і SSL-захищені SMTP-сесії (з роздільним контролем повідомлень і вкладень), web-доступ і інші HTTP / HTTPS-додатки, поштові служби MAPI і IBM / Lotus Notes, web-пошту Gmail, Yahoo! Mail, Windows Live Mail, Mail.ru, GMX.de, Web.de і ін., Месенджери Skype, ICQ,  MSN Messenger, Jabber, IRC, Yahoo! Messenger, Mail.ru Agent, WhatsApp Web,  соціальні мережі  Twitter, Facebook, LiveJournal, LinkedIn, MySpace, Однокласники,  ВКонтакті та інші, передачу файлів по протоколах FTP і FTP-SSL, файлообмінні сервіси (такі як Dropbox, OneDrive, Яндекс. Диск, Хмара Mail.ru і інші), a також Telnet-сесії і протокол Torrent[4].
- Контентний аналіз і фільтрація даних. Компонент ContentLock забезпечує функції контентного моніторингу та фільтрації файлів і даних, що передаються з/на змінні носії і в каналах мережевих комунікацій. Тематичні правила в ContentLock можуть бути заборонними і дозвільними. Технології контентної фільтрації також застосовуються для фільтрації даних тіньового копіювання, щоб зберігати тільки ті файли і дані, які потенційно значимі для криміналістичного аналізу і завдань аудиту інформаційної безпеки. ContentLock витягує і відфільтровує вміст (контент) даних із файлів і об'єктів, включаючи передані в службах миттєвих повідомлень, вебформах, соціальних мережах і т. д. Контентна фільтрація ґрунтується на створених адміністратором шаблонах регулярних виразів (RegExp) з різними чисельними і логічними умовами відповідності шаблону критеріям і ключовим словам. Серед параметрів, які можна використовувати для завдання названих шаблонів, присутні такі, як користувачі, комп'ютери, групи користувачів, порти і інтерфейси, пристрої, типи каналів і напрямок передачі даних, діапазони дат і часу та ін. ContentLock також дозволяє задати пасивні правила аналізу вмісту, які не забороняють передачу даних, але виявляють наявність заданого вмісту в переданих даних в цілях відправки попередження або створення відповідного запису в журналі. До складу ContentLock включений модуль оптичного розпізнавання символів (OCR), який також функціонує безпосередньо на контрольованому комп'ютері.
- Сканування і виявлення. Компонент DeviceLock Discovery дозволяє автоматично сканувати робочі станції і мережеві сховища віддалено або за допомогою невеликого власного агента з метою виявлення даних заданого типу за допомогою контентного аналізу. При використанні агентського режиму сканування, можливе виконання заданих адміністратором дій щодо усунення виявлених порушень (повідомлення користувача, відправка попередження, видалення файлу, зміна прав доступу до файлу або його шифрування, журнал роботи). За підсумками сканування заданих цілей генерується докладний звіт про результати сканування.
- Тривожні оповіщення (алертінг). DeviceLock забезпечує тривожні сповіщення про інциденти безпеки в реальному режимі часу (алертінг). Сповіщення (Алерт) можуть відправлятися по протоколах SMTP і / або SNMP. Передбачено два типи сповіщень: адміністративні та специфічні для пристроїв і протоколів. Алертінг існує паралельно правилам аудиту з метою забезпечення вимог інцидент-менеджменту і скасовує аудит, який є основою для збору доказової бази інцидентів ІБ.
- Білий список USB-пристроїв. Модуль DeviceLock дозволяє задати для певних користувачів/груп свій список пристроїв, доступ до яких завжди буде дозволений, навіть якщо заборонено використання USB-порту. Пристрої можна ідентифікувати по моделі й унікальному серійному номеру.
- Білий список мережевих протоколів. Модуль NetworkLock дозволяє задавати політики безпеки, засновані на принципі «білого» списку мережевих протоколів, який додатково може деталізувати за IP-адресами і їх діапазонами, масками підмереж, мережевими портами і їх діапазонами. Додатково можна використовувати такі параметри, як адреси електронної пошти відправника/одержувача та імена акаунтів в месенджерах (для відповідних сервісів і протоколів).
- Тимчасовий Білий список. DeviceLock дозволяє надавати тимчасовий доступ до USB-пристроїв за відсутності мережевого підключення до агента (у випадках, коли пряме управління агентом з консолі адміністратора неможливо — наприклад, коли користувач з ноутбуком у відрядженні). Адміністратор повідомляє такому користувачеві спеціальний короткий код, який тимчасово розблоковує доступ тільки до необхідного пристрою на певний адміністратором час.
- Білий список носіїв. DeviceLock дозволяє використання тільки авторизованих адміністратором CD/DVD дисків, заборонивши при цьому використання самого приводу. Список задається за користувачами і групам користувачів. Функція може бути корисна, наприклад, для забезпечення «ліцензійної чистоти» призначених для користувача комп'ютерів.
- Журналювання. DeviceLock забезпечує детальний журнал всіх дій користувачів із пристроями й мережевими протоколами за фактом звернення до них, передачі файлів і інших даних (копіювання, читання, видалення, чат і т. П.). Додатково можна включити журнал системних подій в DeviceLock і дій адміністраторів.
- Тіньове копіювання. DeviceLock дозволяє зберігати точні копії файлів і даних, що копіюються користувачами з їх комп'ютерів на зовнішні пристрої і носії, надрукованих документів, даних, що передаються через COM- і LPT-порти, та в каналах мережевих комунікацій.
- Централізоване зберігання журналів аудиту та тіньового копіювання. Дані аудиту та тіньові копії, скопійованих користувачами файлів, можна зберігати як локально на комп'ютерах користувачів, так і в базі даних DeviceLock Enterprise Server, що дозволяє забезпечити централізовану обробку даних аудиту.
- Контроль буфера обміну ( Clipboard). DeviceLock перехоплює і контролює використання системного буфера обміну Windows для запобігання передачі даних між додатками, блокування знімків екрану (PrintScreen). Ця функція особливо корисна при контролі термінальних сесій, дозволяючи запобігти або запротоколювати передачу даних між термінальним сервером і віддаленим хостом.
- Блокування кейлогерів. DeviceLock виявляє більшість апаратних USB-кейлогерів і блокує підключення до них клавіатури. Для PS/2 клавіатур застосовується технологія скремблювання, що спотворює введені з такою клавіатури дані (на  кейлоггер записується «сміття»).
- Підтримка offline-політик. DeviceLock може автоматично перемикатися між двома режимами контролю — online і offline, застосовуючи один набір політик доступу та аудиту для ситуації, коли робоча станція підключена до корпоративної мережі (online), і інший — коли відключена від мережі (offline).
- Підтримка шифрування. DeviceLock не шифрує пристрій самостійно, але дозволяє забезпечити гарантоване шифрування дисків за допомогою інтеграції з криптопродуктами третіх сторін (Windows 7 BitLocker To Go, PGP Whole Disc Encryption, TrueCrypt, DriveCrypt, VipNet SafeDisc). Є також підтримка апаратного шифрування флешок Lexar.
- Детектування і фільтрація типів файлів. DeviceLock дозволяє розширити контроль пристроїв і портів до рівня типів файлів — агент визначає реальний тип файлу. Адміністратор може задавати уточнені до типів файлів політики контролю доступу, аудиту та тіньового копіювання. Використовується бінарно-сигнатурний метод визначення типів файлів, підтримується більше 4000 типів файлів.
- Розширений контроль КПК і смартфонів. DeviceLock дозволяє задавати розширені політики контролю доступу та аудиту для мобільних пристроїв під управлінням Windows Mobile, Palm OS, пристроїв iPhone/iPod. Адміністратор може задати дозвіл на різні типи об'єктів (файли, контакти, пошта і т. д.), що передаються з/на КПК. Аналогічно задаються уточнені політики для правил аудиту та тіньового копіювання. Розширений контроль протоколів синхронізації з мобільними пристроями не залежить від типу підключення мобільного пристрою (USB, COM, IrDA, BlueTooth, WiFi).
- Звіти. DeviceLock дозволяє формувати графічні та зведені звіти на основі даних, що зберігаються в базі даних DeviceLock Enterprise Server, а також звіти за поточними налаштуваннями й по застосованих на робочих станціях пристроях.

## Технології Virtual DLP
DeviceLock підтримує рішення для віртуалізації робочих середовищ і додатків від трьох основних розробників — це Microsoft (RDS/RDP), Citrix (XenApp, XenDesktop) і VMware (VMware View).
Завдяки прозорому вбудовуванню агентів DeviceLock у віртуальні середовища (VDI або опубліковані додатки), DLP-політики забезпечують контроль потоку даних між віртуальним робочим столом або опублікованими додатком і, перенаправлених на віддалені робочі або персональні комп'ютери, периферійними пристроями, включаючи знімні накопичувачі, принтери, USB-порти і буфер обміну даними. Мережеві комунікації користувачів всередині термінальної сесії також контролюються DLP-механізмами DeviceLock. Крім того, ведеться централізоване журналювання дій користувача і тіньове копіювання переданих їм файлів і даних, що створюються попередження.
Технології для підтримки віртуальних середовищ в DeviceLock (VirtualDLP) особливо актуальні для вирішення проблем безпеки в моделі BYOD. DLP-захист для віртуальних середовищ і BYOD-моделі, заснованої на віртуалізації робочих середовищ і додатків, є універсальним і працює на всіх видах особистих пристроїв. У їх числі можуть бути будь-які мобільні платформи — такі як iOS, Android і WindowsRT, тонкі термінальні клієнти під управлінням Windows CE, Windows XP Embedded або Linux, а також будь-які комп'ютери під управлінням OS X, Linux або Windows.

## Додаткові можливості
- Централізований моніторинг. DeviceLock Enterprise Server дозволяє контролювати поточний стан агентів на робочих станціях і політики безпеки (у порівнянні із збереженою еталонною політикою), а також веде журнал моніторингу. Можлива автоматична заміна поточних політик на еталонні. При перевірці стану агента на віддаленому комп'ютері DeviceLock Enterprise Server може також виконати установку або оновлення агента.
- Захист від локального адміністратора. DeviceLock забезпечує контроль цілісності свого сервісу та захист від несанкціонованого підключення до сервісу, його зупинки, видалення або зміни застосовуваних політик. Функція реалізована шляхом блокування доступу для всіх користувачів, окрім включених у внутрішню групу «Адміністратори DeviceLock».
- Повнотекстовий пошук. Додатковий компонент DeviceLock Search Server (пошуковий сервер) забезпечує повнотекстовий пошук по вмісту файлів тіньового копіювання і журналів, що зберігаються на DeviceLock Enterprise Server. Пошуковий сервер DeviceLock може автоматично розпізнавати, індексувати, знаходити і відображати документи безлічі форматів (Adobe Acrobat (PDF), Ami Pro, Архіви (GZIP, RAR, ZIP), Lotus 1-2-3, Microsoft Access, Microsoft Excel, Microsoft PowerPoint, Microsoft Word, Microsoft Works, OpenOffice, Quattro Pro, WordPerfect, WordStar і багато інших). До складу DeviceLock Search Server включений модуль оптичного розпізнавання символів (OCR) для вилучення та індексування текстових даних у графічних файлах і зображеннях, вбудованих в інші документи.
- Контроль доступу до пристроїв і интерфесів комп'ютерів під управлінням OS X. Пропонується окрема версія компонента DeviceLock for Mac.

## Розробник
Правовласник і розробник DeviceLock DLP — російська компанія ЗАТ «Смарт Лайн Інк.» (SmartLine Inc.). Компанія заснована в 1996 році і спочатку була орієнтована на розробку програмного забезпечення для адміністрування комп'ютерних мереж, а пізніше сфокусувалася на завданнях інформаційної безпеки, а саме на запобіганні витоку даних. Компанія декларує понад 70 тисяч клієнтів у 90 країнах світу — державні, військові, медичні, освітні, найбільші фінансові та комерційні установи, а також компанії малого і середнього бізнесу. Програмне забезпечення DeviceLock встановлено на більш ніж 5 мільйонах комп'ютерах (за даними на 2014 рік).
Починаючи з 2008 року Смарт Лайн випускає тільки продукт DeviceLock DLP. Розробка і підтримка продуктів Active Network Monitor, Active Ports Monitor і Remote Task Manage, які випускалися раніше, припинена. Крім DeviceLock DLP, компанія надає безкоштовну утиліту «DeviceLock Plug-and-Play Auditor» для аналізу підключених USB-пристроїв на робочих станціях мережі.
Штаб-квартира і офіс розробки та технічної підтримки компанії знаходяться в Москві, Росія.
Компанія також має офіси продажів і підтримки в США, Великій Британії, Німеччини та Італії. Фінансові показники діяльності не розкриваються. Штат компанії — близько 70 осіб, у тому числі близько 40 розробників.